# Туура-Суу (Улаколский аильный округ)
Туура-Суу (кирг. Туура-Суу) — село в Тонском районе Иссык-Кульской области Кыргызстана. Входит в состав Улаколского аильного округа. Код СОАТЕ — 41702 220 825 04 0.

## Население
По данным переписи 2009 года в селе проживало 518 человек.